# Новоульяновське
Новоульяновське (рос. Новоульяновское) — село у Барабінському районі Новосибірської області Російської Федерації.
Входить до складу муніципального утворення Щербаковська сільрада. Населення становить 571 особа (2010).

## Історія
Згідно із законом від 2 червня 2004 року органом місцевого самоврядування є Щербаковська сільрада.

## Населення
| 2002 | 2007 | 2010 |
| ---- | ---- | ---- |
| 637  | ↘609 | ↘571 |